# Brouilla
Brouilla  est une commune française située dans l'est du département des Pyrénées-Orientales, en région Occitanie. Sur le plan historique et culturel, la commune est dans le Roussillon, une ancienne province du royaume de France, qui a existé de 1659 jusqu'en 1790 et qui recouvrait les trois vigueries du Roussillon, du Conflent et de Cerdagne.
Exposée à un climat méditerranéen, elle est drainée par le Tech, le ruisseau du Dilouby et par deux autres cours d'eau. La commune possède un patrimoine naturel remarquable : un site Natura 2000 (« le Tech ») et deux zones naturelles d'intérêt écologique, faunistique et floristique.
Brouilla est une commune rurale qui compte 1 586 habitants en 2022, après avoir connu une forte hausse de la population depuis 1962.  Elle fait partie de l'aire d'attraction de Perpignan. Ses habitants sont appelés les Brouillanencs ou  Brouillanencques.

## Géographie

### Localisation
La commune de Brouilla se trouve dans le département des Pyrénées-Orientales, en région Occitanie.
Elle se situe à 15 km à vol d'oiseau de Perpignan, préfecture du département, à 15 km de Céret, sous-préfecture, et à 14 km de Thuir, bureau centralisateur du canton des Aspres dont dépend la commune depuis 2015 pour les élections départementales.
La commune fait en outre partie du bassin de vie de Saint-Cyprien.
Les communes les plus proches sont : 
Ortaffa (2,3 km), Banyuls-dels-Aspres (3,0 km), Saint-Génis-des-Fontaines (3,2 km), Saint-Jean-Lasseille (3,4 km), Bages (4,4 km), Villelongue-dels-Monts (4,6 km), Palau-del-Vidre (4,8 km), Montescot (5,2 km).
Sur le plan historique et culturel, Brouilla fait partie de la région des Aspres. Compris entre les sillons de la Têt au nord et du Tech au sud, ce minuscule territoire roussillonnais tire son nom de la nature caillouteuse de ses sols.
| Villemolaque (par un quadripoint) | Bages                  |                           |
| Saint-Jean-Lasseille              | Brouilla               | Ortaffa                   |
| Banyuls-dels-Aspres               | Villelongue-dels-Monts | Saint-Génis-des-Fontaines |

### Géologie et relief
La superficie de la commune est de 783 hectares. L'altitude varie entre 27 et 108 mètres.
La commune est classée en zone de sismicité 3, correspondant à une sismicité modérée.

### Climat
Pour des articles plus généraux, voir Climat de l'Occitanie et Climat des Pyrénées-Orientales.
En 2010, le climat de la commune est de type climat méditerranéen franc, selon une étude du CNRS s'appuyant sur une série de données couvrant la période 1971-2000. En 2020, Météo-France publie une typologie des climats de la France métropolitaine dans laquelle la commune est exposée à un climat méditerranéen et est dans la région climatique Provence, Languedoc-Roussillon, caractérisée par une pluviométrie faible en été, un très bon ensoleillement (2 600 h/an), un été chaud (21,5 °C), un air très sec en été, sec en toutes saisons, des vents forts (fréquence de 40 à 50 % de vents > 5 m/s) et peu de brouillards.
Pour la période 1971-2000, la température annuelle moyenne est de 15,1 °C, avec une amplitude thermique annuelle de 15,5 °C. Le cumul annuel moyen de précipitations est de 674 mm, avec 5,3 jours de précipitations en janvier et 2,9 jours en juillet. Pour la période 1991-2020, la température moyenne annuelle observée sur la station météorologique la plus proche, située sur la commune du Perthus à 12 km à vol d'oiseau, est de 15,4 °C et le cumul annuel moyen de précipitations est de 849,6 mm,. Pour l'avenir, les paramètres climatiques de la commune estimés pour 2050 selon différents scénarios d’émission de gaz à effet de serre sont consultables sur un site dédié publié par Météo-France en novembre 2022.

### Milieux naturels et biodiversité

#### Réseau Natura 2000

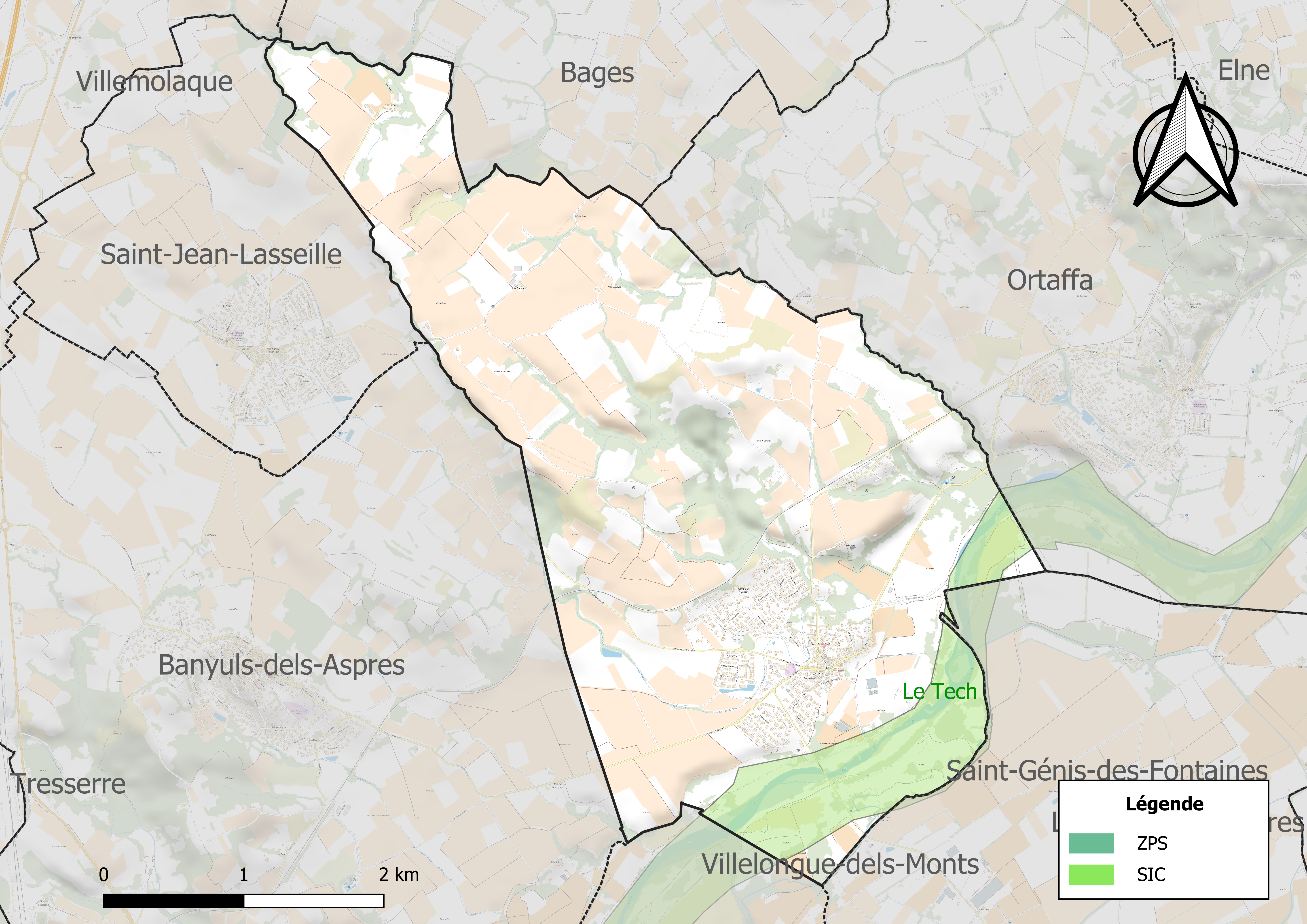
Site Natura 2000 sur le territoire communal.

Le réseau Natura 2000 est un réseau écologique européen de sites naturels d'intérêt écologique élaboré à partir des directives habitats et oiseaux, constitué de zones spéciales de conservation (ZSC) et de zones de protection spéciale (ZPS).
Un site Natura 2000 a été défini sur la commune au titre de la directive habitats : « le Tech », d'une superficie de 1 467 ha, héberge le Barbeau méridional qui présente une très grande variabilité génétique dans tout le bassin versant du Tech. Le haut du bassin est en outre colonisé par le Desman des Pyrénées.

#### Zones naturelles d'intérêt écologique, faunistique et floristique
L’inventaire des zones naturelles d'intérêt écologique, faunistique et floristique (ZNIEFF) a pour objectif de réaliser une couverture des zones les plus intéressantes sur le plan écologique, essentiellement dans la perspective d’améliorer la connaissance du patrimoine naturel national et de fournir aux différents décideurs un outil d’aide à la prise en compte de l’environnement dans l’aménagement du territoire.
Une ZNIEFF de type 1 est recensée sur la commune :
la « vallée du Tech de Céret à Ortaffa » (611 ha), couvrant 10 communes du département et une ZNIEFF de type 2, : 
la « rivière le Tech » (933 ha), couvrant 14 communes du département.

Carte des ZNIEFF de type 1 et 2 à Brouilla.
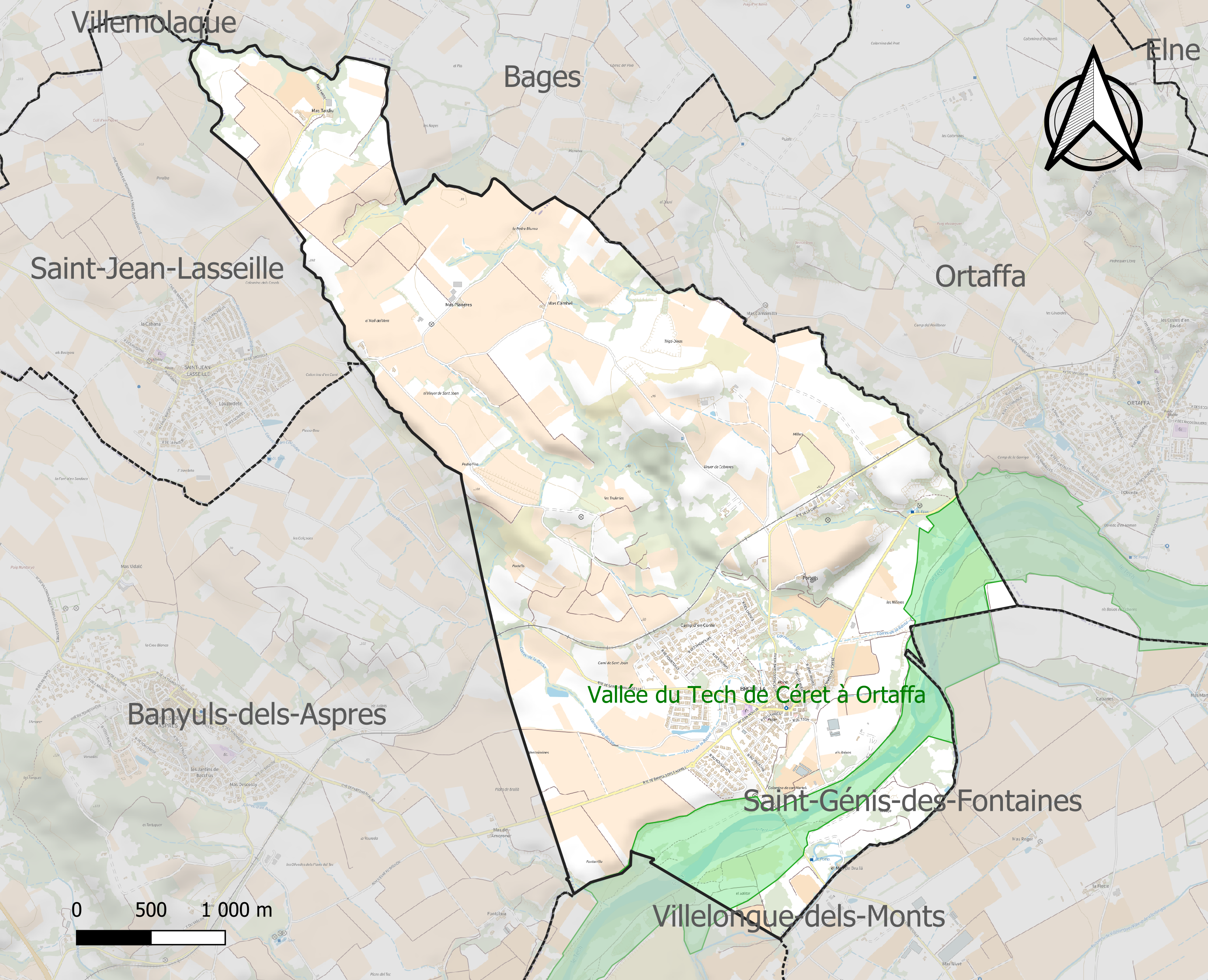
Carte de la ZNIEFF de type 1 sur la commune.
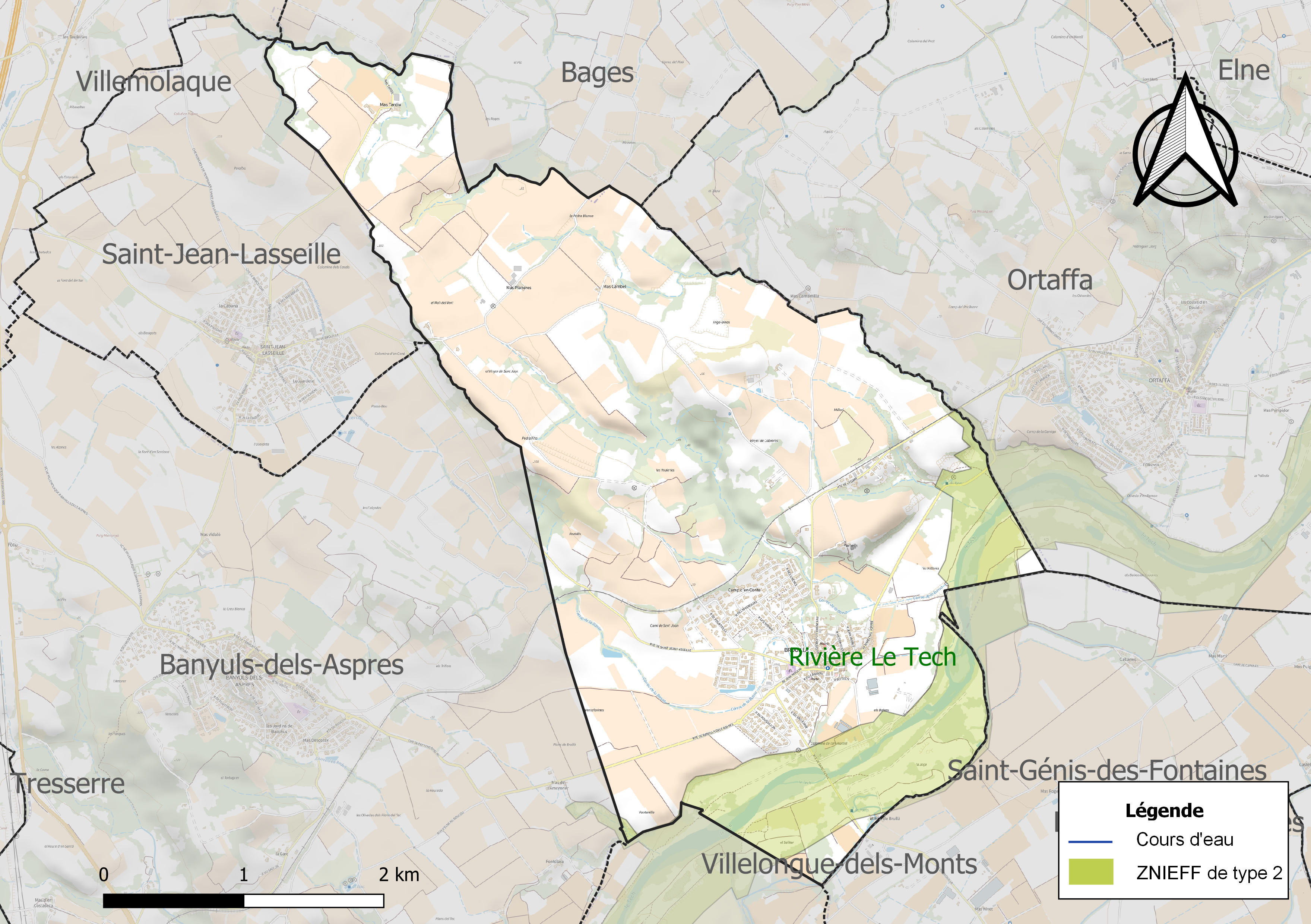
Carte de la ZNIEFF de type 2 sur la commune.

## Urbanisme

### Typologie
Au 1er janvier 2024, Brouilla est catégorisée bourg rural, selon la nouvelle grille communale de densité à sept niveaux définie par l'Insee en 2022.
Elle est située hors unité urbaine. Par ailleurs la commune fait partie de l'aire d'attraction de Perpignan, dont elle est une commune de la couronne,. Cette aire, qui regroupe 118 communes, est catégorisée dans les aires de 200 000 à moins de 700 000 habitants,.

### Occupation des sols
L'occupation des sols de la commune, telle qu'elle ressort de la base de données européenne d’occupation biophysique des sols Corine Land Cover (CLC), est marquée par l'importance des territoires agricoles (84,6 % en 2018), en diminution par rapport à 1990 (87,1 %). La répartition détaillée en 2018 est la suivante : 
cultures permanentes (64,2 %), zones agricoles hétérogènes (19,3 %), forêts (7,7 %), zones urbanisées (7,6 %), terres arables (1,2 %). L'évolution de l’occupation des sols de la commune et de ses infrastructures peut être observée sur les différentes représentations cartographiques du territoire : la carte de Cassini (XVIIIe siècle), la carte d'état-major (1820-1866) et les cartes ou photos aériennes de l'IGN pour la période actuelle (1950 à aujourd'hui).

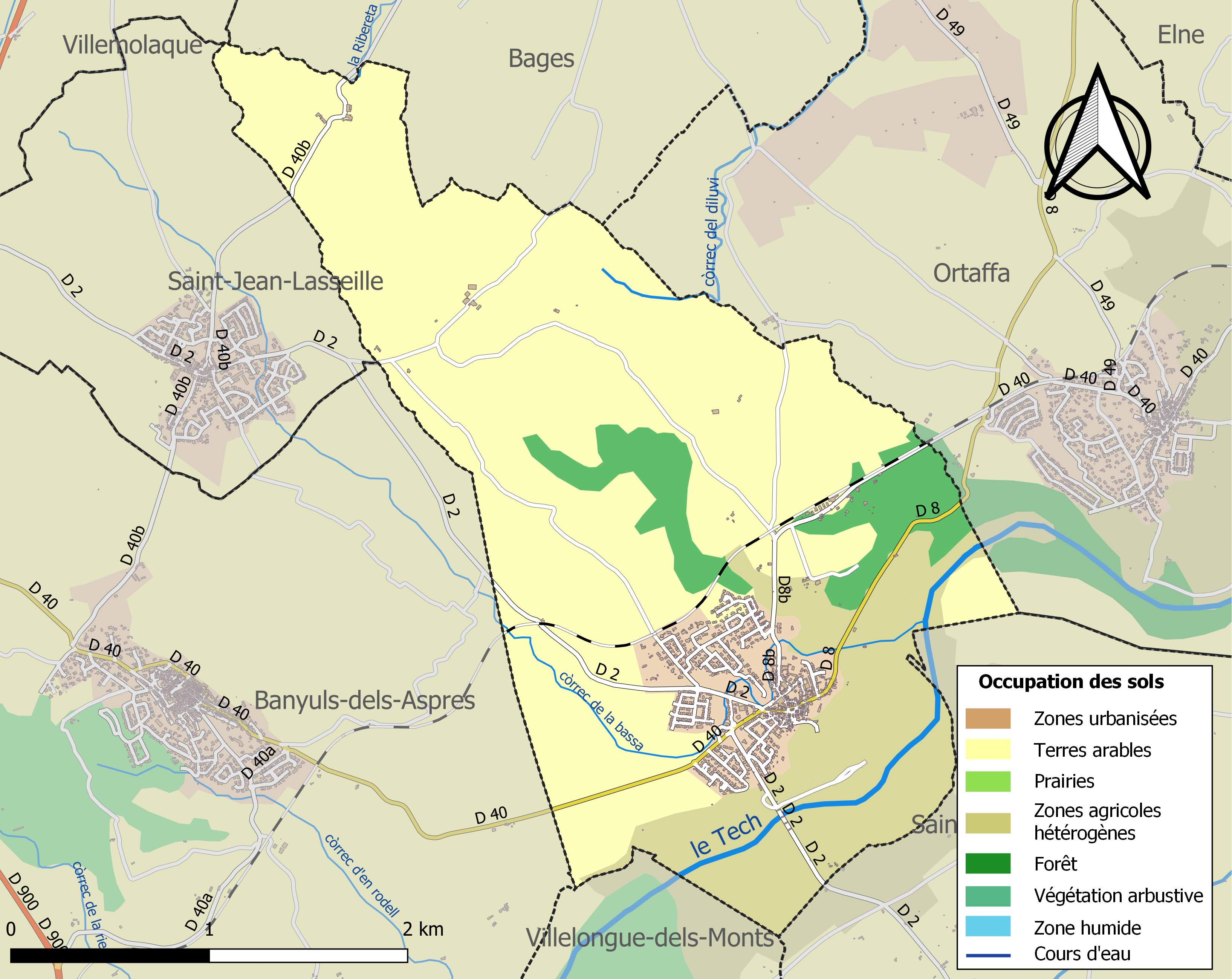
Carte des infrastructures et de l'occupation des sols de la commune en 2018 (CLC).

### Voies de communication et transports
La ligne 572 du réseau régional liO relie la commune à la gare de Perpignan depuis Banyuls-dels-Aspres, et la ligne 573 relie également la commune à la gare de Perpignan.

### Risques majeurs
Le territoire de la commune de Brouilla est vulnérable à différents aléas naturels : inondations, climatiques (grand froid ou canicule), mouvements de terrains et séisme (sismicité modérée). Il est également exposé à un risque technologique,  le transport de matières dangereuses,.

#### Risques naturels
Certaines parties du territoire communal sont susceptibles d’être affectées par le risque d’inondation par crue torrentielle de cours d'eau du bassin du Tech.
Les mouvements de terrains susceptibles de se produire sur la commune sont soit des mouvements liés au retrait-gonflement des argiles, soit des glissements de terrains. Une cartographie nationale de l'aléa retrait-gonflement des argiles permet de connaître les sols argileux ou marneux susceptibles vis-à-vis de ce phénomène.
Ces risques naturels sont pris en compte dans l'aménagement du territoire de la commune par le biais d'un plan de prévention des risques inondations et mouvements de terrains.

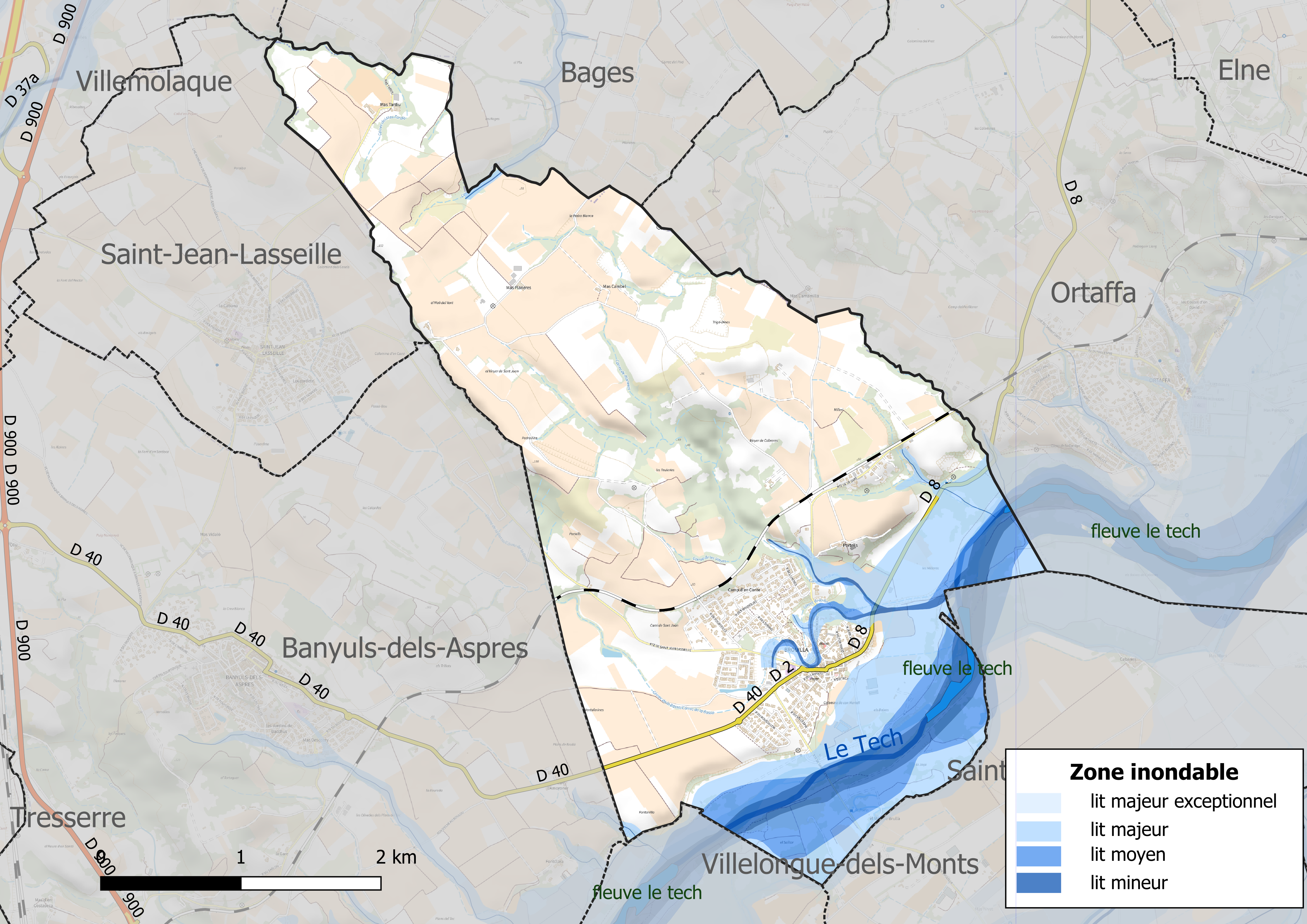
Carte des zones inondables.
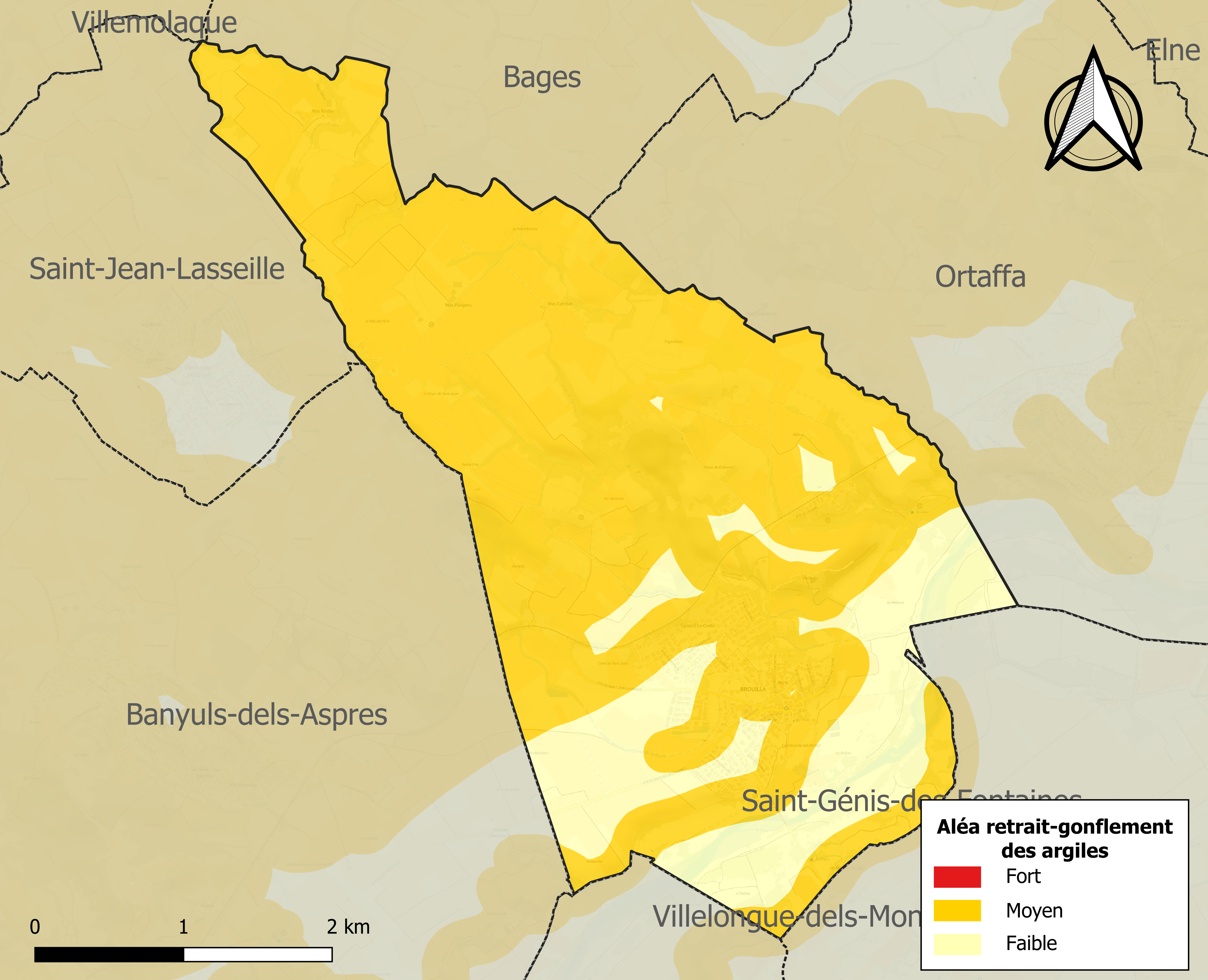
Carte des zones d'aléa retrait-gonflement des argiles.

#### Risques technologiques
Le risque de transport de matières dangereuses sur la commune est lié à sa traversée par une infrastructure ferroviaire. Un accident se produisant sur de telles infrastructures est en effet susceptible d’avoir des effets graves au bâti ou aux personnes jusqu’à 350 m, selon la nature du matériau transporté. Des dispositions d’urbanisme peuvent être préconisées en conséquence.

## Toponymie
En catalan, le nom de la commune est Brullà.
Les premières mentions du nom sont Brulianum en 944, Ebrullianum en 981, Brulliano en 1271.

## Politique et administration

### Canton
En 1790, la commune de Brouilla est incluse dans le canton d'Elne. Elle est rattachée en 1801 au canton de Thuir, qu'elle ne quitte plus par la suite.
À compter des élections départementales de 2015, la commune est incluse dans le nouveau canton des Aspres.

### Liste des maires
| Période | Période  | Identité             | Étiquette | Qualité |
| ------- | -------- | -------------------- | --------- | ------- |
| 1793    | 1794     | Thomas Billerach     |           |         |
| 1794    | 1809     | Jean Fourniouls      |           |         |
| 1809    | 1813     | ?                    |           |         |
| 1813    | 1823     | Pierre Tiche         |           |         |
| 1823    | 1834     | Jean Cabira          |           |         |
| 1834    | 1848     | Jean Jorda           |           |         |
| 1848    | 1865     | Baptiste Reynal      |           |         |
| 1865    | 1870     | François Cutzach     |           |         |
| 1870    | 1871     | Joseph Simon         |           |         |
| 1871    | 1874     | Jean-François Debord |           |         |
| 1874    | 1876     | Paulin Balalud       |           |         |
| 1876    | 1878     | Baptiste Reynal      |           |         |
| 1878    | 1884     | Thomas fils Dalbiez  |           |         |
| 1884    | 1888     | Jean Baretge         |           |         |
| 1888    | 1892     | Thomas Dalbiez       |           |         |
| 1892    | 1908     | Jules Escarra        |           |         |
| 1908    | 1913     | Joseph Casademon     |           |         |
| 1913    | 1919     | François Acézat      |           |         |
| 1919    | 1922     | Zacharie Ausseil     |           |         |
| 1922    | 1925     | Albert Brousse       |           |         |
| 1925    | 1928     | Zacharie Ausseil     |           |         |
| 1928    | 1941     | Jean Baills          |           |         |
| 1941    | 1944     | Raymond Albiach      |           |         |
| 1944    | 1959     | Michel Capdet        |           |         |
| 1959    | 1971     | François Nègre       |           |         |
| 1971    | 1991     | Michel Capdet        |           |         |
| 1991    | 1995     | Roger Parada         |           |         |
| 1995    | En cours | Pierre Taurinya,     | PS        |         |

## Population et société

### Démographie ancienne
La population est exprimée en nombre de feux (f) ou d'habitants (H).
| 1358 | 1365 | 1378 | 1470 | 1515 | 1553 | 1643 | 1709 | 1720 |
| ---- | ---- | ---- | ---- | ---- | ---- | ---- | ---- | ---- |
| 29 f | 28 f | 19 f | 9 f  | 13 f | 8 f  | 20 f | 20 f | 18 f |

| 1730 | 1767 | 1774 | 1789 | - | - | - | - | - |
| ---- | ---- | ---- | ---- | - | - | - | - | - |
| 16 f | 98 H | 16 f | 18 f | - | - | - | - | - |

### Démographie contemporaine
L'évolution du nombre d'habitants est connue à travers les recensements de la population effectués dans la commune depuis 1793. Pour les communes de moins de 10 000 habitants, une enquête de recensement portant sur toute la population est réalisée tous les cinq ans, les populations de référence des années intermédiaires étant quant à elles estimées par interpolation ou extrapolation. Pour la commune, le premier recensement exhaustif entrant dans le cadre du nouveau dispositif a été réalisé en 2005.

En 2022, la commune comptait 1 586 habitants, en évolution de +16,79 % par rapport à 2016 (Pyrénées-Orientales : +3,92 %, France hors Mayotte : +2,11 %).
| 1793 | 1800 | 1806 | 1821 | 1831 | 1836 | 1841 | 1846 | 1851 |
| ---- | ---- | ---- | ---- | ---- | ---- | ---- | ---- | ---- |
| 94   | 80   | 119  | 176  | 207  | 225  | 233  | 255  | 259  |

| 1856 | 1861 | 1866 | 1872 | 1876 | 1881 | 1886 | 1891 | 1896 |
| ---- | ---- | ---- | ---- | ---- | ---- | ---- | ---- | ---- |
| 240  | 206  | 212  | 230  | 266  | 324  | 440  | 351  | 428  |

| 1901 | 1906 | 1911 | 1921 | 1926 | 1931 | 1936 | 1946 | 1954 |
| ---- | ---- | ---- | ---- | ---- | ---- | ---- | ---- | ---- |
| 420  | 427  | 400  | 409  | 396  | 408  | 435  | 424  | 457  |

| 1962 | 1968 | 1975 | 1982 | 1990 | 1999 | 2005 | 2006 | 2010  |
| ---- | ---- | ---- | ---- | ---- | ---- | ---- | ---- | ----- |
| 530  | 537  | 564  | 616  | 565  | 630  | 918  | 965  | 1 061 |

| 2015  | 2020  | 2022  | - | - | - | - | - | - |
| ----- | ----- | ----- | - | - | - | - | - | - |
| 1 304 | 1 580 | 1 586 | - | - | - | - | - | - |

| selon la population municipale des années : | 1968 | 1975 | 1982 | 1990 | 1999 | 2006 | 2009 | 2013 |
| Rang de la commune dans le département      | 80   | 81   | 94   | 92   | 92   | 80   | 81   | 77   |
| Nombre de communes du département           | 232  | 217  | 220  | 225  | 226  | 226  | 226  | 226  |

### Manifestations culturelles et festivités
- Fête patronale : 15 août[43] ;
- Fête communale : 3e dimanche de mai[43].

## Économie

### Revenus
En 2018, la commune compte 642 ménages fiscaux, regroupant 1 541 personnes. La médiane du revenu disponible par unité de consommation est de 20 890 € (19 350 € dans le département).

### Emploi
|                | 2008   | 2013   | 2018   |
| -------------- | ------ | ------ | ------ |
| Commune        | 10,8 % | 14,1 % | 10,8 % |
| Département    | 10,3 % | 12,9 % | 13,3 % |
| France entière | 8,3 %  | 10 %   | 10 %   |

En 2018, la population âgée de 15 à 64 ans s'élève à 861 personnes, parmi lesquelles on compte 80,5 % d'actifs (69,7 % ayant un emploi et 10,8 % de chômeurs) et 19,5 % d'inactifs,. En  2018, le taux de chômage communal (au sens du recensement) des 15-64 ans est inférieur à celui du département, mais supérieur à celui de la France, alors qu'en 2008 il était supérieur à celui du département.
La commune fait partie de la couronne de l'aire d'attraction de Perpignan, du fait qu'au moins 15 % des actifs travaillent dans le pôle,. Elle compte 125 emplois en 2018, contre 126 en 2013 et 123 en 2008. Le nombre d'actifs ayant un emploi résidant dans la commune est de 606, soit un indicateur de concentration d'emploi de 20,6 % et un taux d'activité parmi les 15 ans ou plus de 59,4 %.
Sur ces 606 actifs de 15 ans ou plus ayant un emploi, 70 travaillent dans la commune, soit 12 % des habitants. Pour se rendre au travail, 91,5 % des habitants utilisent un véhicule personnel ou de fonction à quatre roues, 1,7 % les transports en commun, 3,8 % s'y rendent en deux-roues, à vélo ou à pied et 3,1 % n'ont pas besoin de transport (travail au domicile).

### Activités hors agriculture

#### Secteurs d'activités
177 établissements sont implantés  à Brouilla au 31 décembre 2019. Le tableau ci-dessous en détaille le nombre par secteur d'activité et compare les ratios avec ceux du département,.
| Secteur d'activité                                                                                        | Commune | Commune | Département |
| Secteur d'activité                                                                                        | Nombre  | %       | %           |
| --- | ------- | ------- | ----------- |
| Ensemble                                                                                                  | 177     | 100 %   | (100 %)     |
| Industrie manufacturière, industries extractives et autres                                                | 106     | 59,9 %  | (8,7 %)     |
| Construction                                                                                              | 16      | 9 %     | (14,3 %)    |
| Commerce de gros et de détail, transports, hébergement et restauration                                    | 15      | 8,5 %   | (30,5 %)    |
| Information et communication                                                                              | 1       | 0,6 %   | (1,9 %)     |
| Activités financières et d'assurance                                                                      | 3       | 1,7 %   | (3 %)       |
| Activités immobilières                                                                                    | 5       | 2,8 %   | (6,2 %)     |
| Activités spécialisées, scientifiques et techniques et activités de services administratifs et de soutien | 10      | 5,6 %   | (13 %)      |
| Administration publique, enseignement, santé humaine et action sociale                                    | 8       | 4,5 %   | (13,9 %)    |
| Autres activités de services                                                                              | 13      | 7,3 %   | (8,5 %)     |

Le secteur de l'industrie manufacturière, des industries extractives et autres est prépondérant sur la commune puisqu'il représente 59,9 % du nombre total d'établissements de la commune (106 sur les 177 entreprises implantées  à Brouilla), contre 8,7 % au niveau départemental.

#### Entreprises et commerces
Les trois entreprises ayant leur siège social sur le territoire communal qui génèrent le plus de chiffre d'affaires en 2020 sont : 
- Jean Negre, activités de soutien aux cultures (258 k€)
- L'asmourzade, débits de boissons (102 k€)
- Albutaxi, transports de voyageurs par taxis (55 k€)

### Agriculture
La commune est dans la « plaine du Roussillon », une petite région agricole occupant la bande côtière et une grande partie centrale du département des Pyrénées-Orientales. En 2020, l'orientation technico-économique de l'agriculture  sur la commune est la culture de fruits ou d'autres cultures permanentes.
|               | 1988 | 2000 | 2010 | 2020 |
| ------------- | ---- | ---- | ---- | ---- |
| Exploitations | 55   | 28   | 20   | 16   |
| SAU (ha)      | 319  | 298  | 331  | 193  |

Le nombre d'exploitations agricoles en activité et ayant leur siège dans la commune est passé de 55 lors du recensement agricole de 1988  à 28 en 2000 puis à 20 en 2010 et enfin à 16 en 2020, soit une baisse de 71 % en 32 ans. Le même mouvement est observé à l'échelle du département qui a perdu pendant cette période 73 % de ses exploitations,. La surface agricole utilisée sur la commune a également diminué, passant de 319 ha en 1988 à 193 ha en 2020. Parallèlement la surface agricole utilisée moyenne par exploitation a augmenté, passant de 6 à 12 ha.

## Culture locale et patrimoine

### Monuments et lieux touristiques
- Église Sainte-Marie de Brouilla : église du XIIe siècle, avec son portail roman en marbre blanc de Céret. L'édifice a été classé au titre des monuments historiques en 1972[49].
- Église Saint-Jean de Brouilla.
- Chapelle de Darnac.
- Il ne reste rien de l'ancien château, mentionné en 1271 (castrum de Brulliano)[31].
- Gare de Brouilla, fermée au service ferroviaire elle dispose toujours du bâtiment construit par la Compagnie du Midi en 1889[50].

### Héraldique
| Blason de Brouilla | Blason  | D’argent à la croix latine alésée d’azur mouvant d’un enté d’argent bordé d’azur, à trois étoiles à sept rais de sable, deux accostant la croix en pointe, la troisième chargeant l’enté ; le tout bordé d’azur. Le blason de la commune ressemble à celui de l'Ordre des Carmes déchaux séculier. |
| Blason de Brouilla | Détails | Le statut officiel du blason reste à déterminer. |